# Eldar Salihović
Eldar Salihović (* 17. Juni 1999 in Pljevlja, Bundesrepublik Jugoslawien) ist ein montenegrinischer Skirennläufer.

## Biografie
Eldar Salihović begann im Alter von fünf Jahren mit dem Skifahren in Žabljak. Als Jugendlicher nahm er an den Olympischen Jugend-Winterspielen 2016 sowie am Europäischen Olympischen Winter-Jugendfestival 2017 teil. Bei den Alpinen Skiweltmeisterschaften 2019 belegte er im Riesenslalom den 42. Platz. Das Slalomrennen konnte er nicht beenden. 
Bei den Olympischen Winterspielen 2018 in Pyeongchang war Salihović bei der Schlussfeier Fahnenträger seines Landes. Im Riesenslalom belegte er den 64. Rang, das Slalomrennen konnte er allerdings nicht beenden.
Sein bisher bestes Ergebnis bei einem internationalen Großereignis gelang Salihovic 2022 bei den Olympischen Winterspielen in Peking mit dem 41. Platz im Riesenslalom.

## Erfolge

### Olympische Winterspiele
- Pyeongchang 2018: 64. Riesenslalom, DNF Slalom
- Peking 2022: 41. Riesenslalom, 42. Slalom

### Weltmeisterschaften
- Åre 2019: 42. Riesenslalom, DNF Slalom
- Cortina d’Ampezzo 2021: DNF Riesenslalom, DNF Slalom

### Olympische Jugend-Winterspiele
- Lillehammer 2016: 33. Riesenslalom, DNF Slalom, DNF Alpine Kombination

### Europäisches Olympisches Jugend-Winterfestival
- Erzurum 2017: 10. Slalom, 19. Riesenslalom

### Weitere Erfolge
- 5 Podestplätze bei FIS-Rennen, davon ein Sieg
- Montenegrinischer Meister im Riesenslalom (2018, 2019, 2021, 2023)
- Montenegrinischer Meister im Slalom (2017, 2018, 2019, 2021)
- Montenegrinischer Vizemeister im Riesenslalom (2017)
- Montenegrinischer Vizemeister im Slalom (2016, 2023)